# Semotilus atromaculatus
Semotilus atromaculatus är en fiskart som först beskrevs av Samuel Latham Mitchill, 1818.  Semotilus atromaculatus ingår i släktet Semotilus och familjen karpfiskar. Inga underarter finns listade i Catalogue of Life.